# Bazaia
Bazaia o Bazaya, rey de Asiria (1649-1622 a. C.).
Hijo y sucesor del rey Iptar-Sin, la Crónica real asiria le adjudica 28 años de reinado. No conocemos otros datos acerca de su gobierno.
A su muerte, ascendió al trono de Aššur un usurpador, Lullaia, en circunstancias desconocidas.
| Predecesor: Iptar-Sin | Rey de Asiria 1673 a. C.-1662 a. C. | Sucesor: Lullaia |